# Civiele grondwet van de clerus
De Civiele grondwet van de clerus (Frans: Constitution civile du clergé) was een Franse wet uit 1790 die de katholieke kerk in het land hervormde om haar aan te passen aan de waarden van de Franse Revolutie. Priesters, bisschoppen en aartsbisschoppen werden niet langer benoemd door koning, paus of hiërarchie, maar verkozen door het volk. Ook werden deze geestelijken bezoldigd door de staat, als compensatie voor het verlies van landerijen en tienden. De hervorming, die het bestaande gallicanisme versterkte, werd door sommigen gezien als een aanval op het geloof. Binnen het jaar leidde ze tot een scheuring in de Franse kerk én in de Revolutie, die tot dan toe behoorlijk populair was geweest doorheen het land. De clerus viel uiteen in een constitutionele (beëdigde) en een refractaire (niet-beëdigde) groep, zeker toen paus Pius VI zich na verloop van tijd tegen de civiele grondwet uitsprak en eiste dat ingezworen geestelijken hun eed zouden herroepen. Onder zijn opvolger werden de betrekkingen met Frankrijk genormaliseerd door het Concordaat van 1801 en kwam een einde aan de Constitutionele kerk.

## Totstandkoming
In het kader van de sanering van de publieke financiën had de Grondwetgevende Vergadering op 2 november 1789 besloten het kerkelijk vermogen te nationaliseren. Om de weggevallen inkomsten te compenseren, zouden kerkelijke bedienaren en zorginstellingen voortaan uit de staatskas worden betaald. Op 13 februari 1790 waren vervolgens de kloosterorden opgeheven.
Vanaf 22 mei begon het debat over de wereldlijke clerus. Het kerkelijk comité van de Constituante, voorgezeten door Jean-Baptiste Treilhard, had verschillende jansenisten in zijn rangen, zoals rapporteur Louis-Simon Martineau (1733-1799), Armand Camus (1740-1804) en Jean-Denis Lanjuinais (1753-1827). Ook abbé Grégoire liet zijn invloed gelden. In deze kringen leefde het verlangen om terug te keren naar de eenvoud en zuiverheid van het vroege christendom. Treilhard laakte het nepotisme dat tot slechte benoemingen had geleid. Ook wilde men tegemoetkomen aan de cahiers de doléances van 1789, waarin frequent was geklaagd over het casuel van de pastoors, de keuze van onbekwame bisschoppen en hun resideren buiten het bisdom.
De Civiele grondwet van de clerus werd op 12 juli 1790 gestemd. In weerwil van een pauselijke waarschuwing voor schisma en godsdienstoorlog, bekrachtigde koning Lodewijk XVI na enige aarzeling de Civiele grondwet op 24 augustus. Het Concordaat van Bologna, dat sinds 1516 de kerkelijke relaties van Frankrijk met het pausdom regelde, kwam daarmee ten einde.

## Inhoud
Onder de Civiele grondwet werden de bisdommen hertekend om hun grondgebied te doen samenvallen met de pas gecreëerde departementen. Dit bracht het aantal bisschoppelijke zetels terug van 139 naar 83. In plaatsen met minder dan zesduizend inwoners moesten de kerken worden samengevoegd tot één parochie. Dit leidde tot tal van kerksluitingen en veroorzaakte onvrede. Rouen verloor 21 van haar 32 parochies, het plateau van Laon 10 van 12.
De bisschoppen en pastoors werden voortaan aangeduid door actieve burgers in getrapte verkiezingen, waarbij niet vereist was dat de kiesmannen katholiek waren. Terwijl protestanten en joden in theorie mochten meestemmen, zagen vrouwen en onbemiddelden zich uitgesloten van de gemeenschap der kiezende gelovigen. De procedure was dezelfde als deze voor de verkiezing tot departementale c.q. districtsassemblees. De canonieke confirmatie van bisschoppen gebeurde door de aartsbisschoppen, zonder tussenkomst van de paus (die enkel op de hoogte werd gebracht).
De afschaffing van de kloosterorden werd bevestigd en uitgebreid. Ook kapittels, kanunniken, kapelanen en dergelijke hielden op te bestaan. De bezoldiging gebeurde voortaan met publieke middelen. De aartsbisschop van Parijs ontving een salaris van 50.000 livres en een dorpspastoor 1.200 livres. Alle geestelijken hadden een residentieplicht, zodat aan het fenomeen van de afwezige bisschoppen en prebendetrekkers een einde kwam.
De Civiele grondwet voltooide de ontwikkeling van de Franse kerk tot een nationale kerk, wat doorheen de 18e eeuw een eis was geweest van het gallicanisme. De band met de paus werd losser en behield enkel op doctrinaal vlak nog enige substantie. De instructies van Rome werden gecontroleerd door de regering, er gingen geen annaten meer naar de Heilige Stoel en de pauselijke jurisdictie verviel. De paus werd alleen nog erkend als het “zichtbare hoofd van de universele Kerk”, symbool van de eenheid van het geloof.

## Strijd rond de eed en scheuring
Volgens artikel 21 van de Civiele grondwet moesten verkozen geestelijken vóór hun inwijding een plechtige eed afleggen:
Ik zweer met zorg te waken over de gelovigen van het bisdom of de parochie die mij is toevertrouwd, trouw te zijn aan de natie, de wet en de Koning, en met al mijn kracht de Grondwet in stand te houden die is aangenomen door de Nationale Vergadering en aanvaard door de Koning.
De bewoordingen waren vergelijkbaar met de burgereed, die rond dezelfde tijd werd ingevoerd en die het jaar daarop door de grondwet van 1791 werd voorgeschreven aan alle actieve burgers.
Een decreet van 27 november 1790 verbond consequenties aan het niet-afleggen van de eed tegen een bepaalde datum: wie het niet deed werd verondersteld te zijn afgetreden. Tegen de zomer van 1791 had meer dan de helft van de priesters de eed afgelegd. Daarentegen toonden de bisschoppen, van wie velen waren geëmigreerd, zich eendrachtiger in hun weigering: slechts vier van hen, onder wie Talleyrand, stelden zich in regel. Uiteindelijk zouden zeven bisschoppen van het ancien régime constitutioneel worden.
In de apostolische breve Quod aliquantum van 10 maart 1791 verklaarde paus Pius VI de Civiele grondwet van de clerus strijdig met het dogma en de discipline. Deze late veroordeling werd op 13 april gevolgd door de breve Charitas, die constitutionele wijdingen en sacramenten ongeldig verklaarde. Geestelijken die de eed hadden afgelegd, kregen veertig dagen om die te herroepen. Dit stelde het zich reeds aftekenende schisma op scherp en zorgde voor retracties. De diplomatieke betrekkingen tussen Rome en Parijs werden verbroken.
In de loop van 1791 werden zestig nieuw verkozen bisschoppen gewijd, waarvan er achttien afkomstig waren uit de Constituante. Verschillende oude prelaten betwistten hun legitimiteit, en ook de waarde van de sacramenten toegediend door constitutionele pastoors werd regelmatig in twijfel getrokken. Niet-beëdigde geestelijken droegen voort (onbezoldigd) de mis op. Een decreet van 7 mei 1791 gaf hen expliciet het recht om dat te doen in constitutionele kerken, voor zover ze geen sermoen afstaken tegen de Civiele grondwet.
Niettemin werd het conflict steeds scherper. Op 29 november 1791 merkte de Wetgevende Vergadering eedweigeraars aan als "verdacht van revolte". Ze werden bestraft met twee jaar opsluiting en mochten geen diensten meer houden in constitutionele kerken. De koning stelde zijn veto tegen dit decreet, wat hem van jakobijnse kant op beschuldigingen van verraad kwam te staan. Omgekeerd sprak paus Pius VI op 19 maart 1792 de excommunicatie van de constitutionele geestelijkheid uit. Mee door de oorlog tussen Oostenrijk en Frankrijk escaleerde de situatie verder. Op 27 mei werd de uitzetting van eedweigeraars gedecreteerd. Op 26 augustus werden refractaire priesters gedwongen Parijs te verlaten op straf van deportatie naar Frans-Guyana. Er wordt geschat dat ongeveer 40.000 priesters Frankrijk moesten verlaten. Een groot aantal werd gevangengezet en sommigen ook geëxecuteerd of in de cel vermoord.
De vervolging van de refractaire priesters was een belangrijke oorzaak van het verzet tegen de regering, vooral op het platteland. In het bijzonder in West-Frankrijk was de contestatie sterk, met de Opstand in de Vendée en de Chouannerie. De contrarevolutionaire dreiging leidde op haar beurt tot een radicalisering in de hoofdstad, met als hoogtepunt de Opstand van 31 mei en 2 juni 1793.
Na de opschorting van de monarchie in augustus 1792 werd de eed opnieuw aangescherpt. De clericus werd nu geacht te zweren “dat ik met al mijn kracht vrijheid en gelijkheid wil doen gelden en dat ik bereid ben daarvoor te sterven". Deze eed van "Liberté-Égalité", in september 1792 geherformuleerd, werd ook geëist van refractaire geestelijken, wat leidde tot nieuwe spanningen. De Septembermoorden troffen bij benadering 1400 opgesloten geestelijken.

## Einde van de Constitutionele kerk
In het najaar van 1793 kwam een echte ontkersteningscampagne op gang. Op 23 november werd de sluiting van alle Parijse kerken bevolen. Die maand werden onder het Comité de salut public ook opstellers van de Civiele grondwet geëxecuteerd. Negen van de tien constitutionele geestelijken zwoeren het priesterschap af en verlieten de kerk of gingen ondergronds. Na het einde van het Schrikbewind in de zomer van 1794, besloot de Nationale Conventie om op 18 september tot een strikte scheiding van kerk en staat door de kosten en salarissen van de eredienst niet meer ten laste van de staat te nemen. Daardoor werd de Civiele grondwet grotendeels irrelevant. Het decreet op de godsdienstvrijheid van 21 februari 1795 bevestigde dat en hield de publieke ruimte vrij van godsdienstbeoefening.
Niettemin betekende dit niet het einde van de Constitutionele kerk. Met drie collega's probeerde Grégoire eind 1794 onder de benaming Verenigde bisschoppen de kerk nieuw leven in te blazen. Ze hielden in mei 1797 een nationaal concilie waarin ze vasthielden aan het principe van verkiezingen, zij het nu met stemrecht voorbehouden aan katholieken.
De grondwet van 1795 vereiste nog steeds dat priesters, zoals andere burgers, gehoorzaamheid zouden zweren aan de wetten van de republiek. Weigeraars riskeerden verbanning of nationaliteitsverlies. Pius VI stond nu onder druk door de Italiaanse campagne van Napoleon Bonaparte en liet deze eed toe in een breve van 5 juli 1796. Het conflict begon te kalmeren, zij het niet in de pas geannexeerde Belgische departementen. Daar was de eed van haat, ingevoerd op 5 september 1797, een hoofdoorzaak van de Boerenkrijg die het volgende jaar uitbrak.
Toch begon vanaf 1797 een normalisering op het terrein in te treden en werden weer zondagsmissen gehouden. Tal van geëmigreerde geestelijken keerden terug, al moesten tegenstanders van de republiek nog rekening houden met vervolging. Napoleon liet Pius VI wegvoeren uit Rome. Hij stierf in gevangenschap, waarna zijn opvolger paus Pius VII het Concordaat van 1801 afsloot, dat een einde maakte aan de Constitutionele kerk. Franse geestelijken werden niet langer verkozen, maar benoemd door het staatshoofd met canonieke bevestiging door de paus. Ook kregen ze weer een staatssalaris.

## Voetnoten
1. ↑  Peter McPhee, Liberty or Death. The French Revolution, 2017, p. 125
2. ↑  Peter McPhee, Liberty or Death. The French Revolution, 2017, p. 121
3. ↑  Peter McPhee, Liberty or Death. The French Revolution, 2017, p. 122